# Pfarrhaus (Aying)

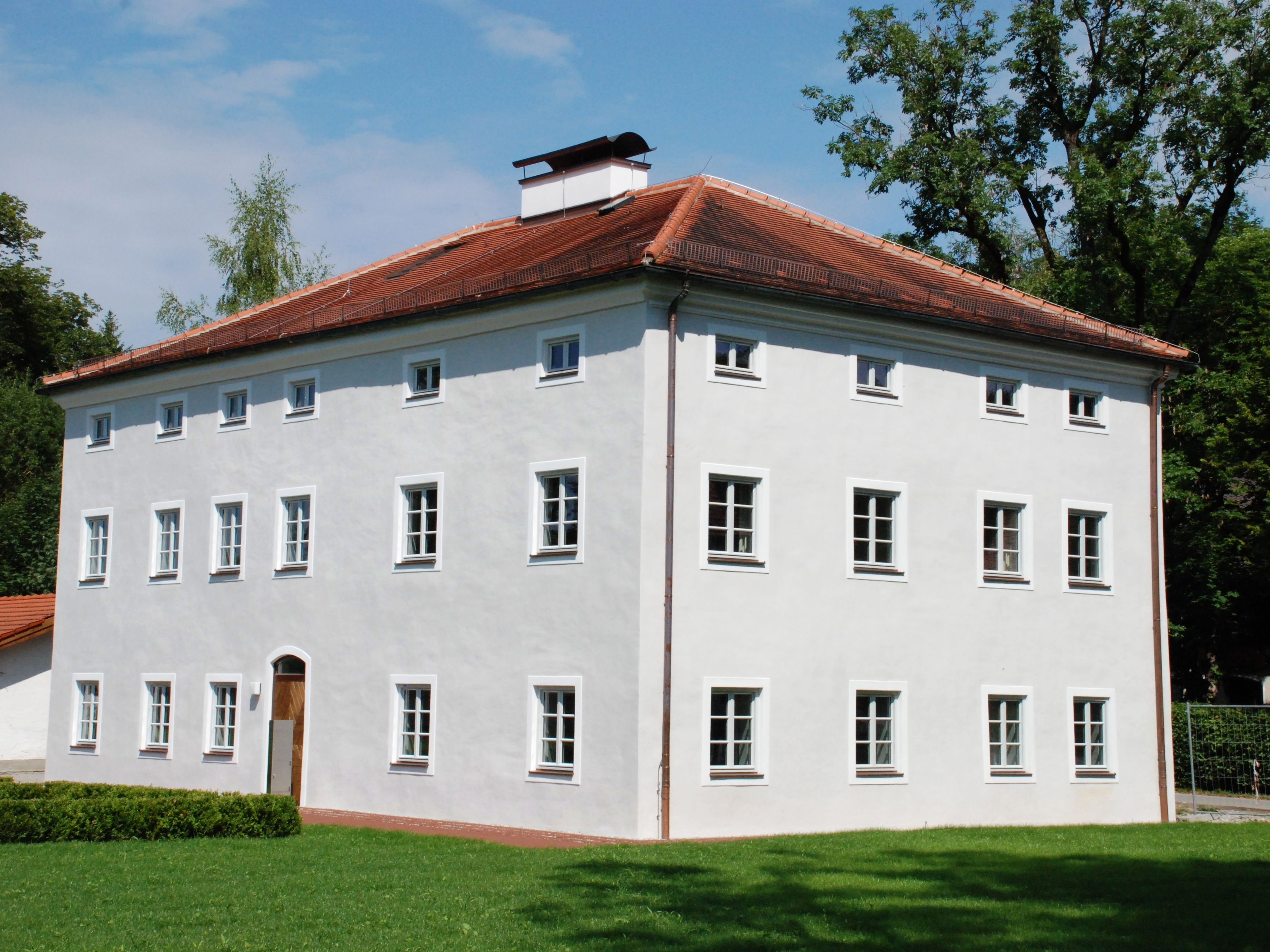
Pfarrhaus

Das Pfarrhaus in Aying (Oberbayern) ist das Wohnhaus des Pfarrers der katholischen Pfarrgemeinde St. Andreas. Es wurde 1655 unter Pfarrer Johann Dreyer errichtet, der zwischen 1646 und 1662 Pfarrer im Ort war, und später mehrfach verändert. Seine heutige Gestalt erhielt es im dritten Viertel des 19. Jahrhunderts. Ab 1988 wurde es umfassend restauriert.
Das Haus ist ein stattlicher, zweieinhalbgeschossiger kubischer Bau. Nach oben schließt er mit einem flachen Walmdach ab. Im Mezzanin fallen die regelmäßig angeordneten kleinen Rechteckfenster auf.